# 다케다 리나
다케다 리나(武田 梨奈, 1991년 6월 15일 ~ )는 일본의 배우이자 가수이다. 가나가와현 요코하마시에서 태어났으며, 애칭은 '리나티-'이다.

## 출연

### 드라마
- 2011년 《IS: 남자도 여자도 아닌 성》 - 우사미 하지메 역
- 2011년 《여기가 소문의 엘파라시오》 - 키사라기 사에 역
- 2015년 《나에게 건배》

### 영화
- 2009년 《하이 킥 걸》 - 츠치야 케이 역
- 2011년 《쿠노이치》
- 2011년 《K.G. 가라데 걸》
- 2012년 《데드 스시》 - 케이코 역